# Бахлуй
Бахлуй е река в Румъния, приток (през р. Jijia) на Прут.
Тече от северозапад на югоизток. Дълга е 104 км, а басейнът и заема площ от 1919 км2.
На река Бахлуй е разположен гр. Яш.